# Муселиево
Муселѝево е село в Северна България. То се намира в община Никопол, област Плевен. Селото се намира до река Осъм.

## География
Село Муселиево (област Плевен) се намира в Северен – Централен регион на България и е част от община Никопол. Селото се намира на 40 км от Плевен и на 12 км от Никопол. В близост до него преминава река Осъм.

## Културни и природни забележителности
1. В северния край на село Муселиево, на пътя Плевен – Никопол има дъб, който е на повече от 500 години. Дъбът се споменава в природните забележителности на Плевенския край и България.
2. В югозападната част на селото на брега на река Осъм има останки от палеолитно находище.
3. Край селото има много пещери. Една от тях е известна с изключително редкия вид прилепи които са защитени и се охраняват строго. Тези животинки се изследват от австрийски учени в продължение на близо 7 години. За отвесната скала до най-голямата такава пещера се носят легенди. Тя се нарича „Нанин камък“, а името и идва от това на момиче отчаяло се от факта, че турският бей се влюбва в нея и я иска за своя жена на всяка цена, след което тя се хвърля от тази 100 метрова скала и загива, за да не е негова никога. В късно-плейстоценски отложения в пещерата „Нанин камък“ са открити останки от 21 вида птици от 9 разреда. Тя е единственото находище в света, където са намерени фосилни останки от чернокрилия огърличник (чернокрилата блатна лястовица Glareola nordmanni Fischer von Waldheim, 1842). Сред другите установени там видове са тетреви, пъдпъдъци, фазани, яребици, гривяци, гургулици, совооки дъждосвирци, горски бекаси, дропли, малки гмурци, полски и алпийски чучулиги, сиви каменарчета, лещарки, зимни бърнета, малки свирци, зеленоглави патици и скални гълъби. Този богат и разнообразен птичи свят доказва за пореден път съществуването на т. нар. „смесени“ авифауни през плейстоцена.[2]

## Редовни събития
Всяка година през последната седмица на месец август в село Муселиево се провежда традиционен събор под надслов „Празник в края на лятото“. На този празник се изявяват самодейци от селото. Празника се организира от НЧ „Петко Симеонов“!

## История
Край селото и върху високата речна тераса на Осъм е регистрирано едно от най-старите находища в България и Европа на кремъчни върхове за копия. Датира се от 45 000 г. пр. н. е. Тъй като не са открити следи от жилища, огнища или гробове, вероятно се касае за древна работилница на кроманьонците. Находището от Муселиево принадлежи към археологическата култура, наречена Селетска, по името на пещерата Селет в Унгария.
В края на XVIII и началото на XIX век с. Муселиево е известно под името Муселим. Някои изследователи обясняват произхода на това име с живелия по тези места чифликчия Муса Али. Самите селяни смятат, че селището носи името на Муселим паша, живял през 18 век. Той имал земя в този район. Част от нея раздавал на българите да я обработват и да се изхранват от нея. Ловчанският турски паша бил недоволен от това, изпратил войска, която опожарила селото. Муселим паша бил обесен. Жителите на селото в негова чест нарекли селото Муселиево.

През Руско-турската война 1877 – 1878 г. селото е освободено след битката при Никопол на 3 – 4 юли 1877 г. След първата атака на Плевен, в Муселиево умират от получените рани четирима офицери: майор Егор Уваров и капитан Платон Марковский от 17-и Архангелогородски пехотен полк и капитан Михаил Домонтович и подпоручик Сергей Яндовский от 18-и Вологодски пехотен полк. След войната над гробът им е издигнат паметник.
- Паметникът в Муселиево
- Надпис на плочата
- Щабс-капитан Михаил Домонтович
- Подпоручик Сергей Яндовский

## Религия
Населението изповядва предимно източноправославното християнство. Строежът на църквата е извършен през 1903 г.

## Други
По костни останки от разрушена някогашна пещера палеоорнитологът проф. Златозар Боев установява 4 вида птици – бравардов паун (Pavo bravardi)/ първа находка на див паун в България/, голям ястреб (Accipiter ex gr. gentilis), едър недоопределен до вид сокол (Falco sp.) с големината на сокол скитник (Falco peregrinus) и древна тундрова яребица (Lagopus aff. atavus). Те са датирани ранен плиоцен (втората половина на среден русцин) и са на възраст около 3,3 – 3,1 млн. г.
В това находище са събрани останките на над 40 вида сухоземни гръбначни животни. Палеотериолозите Васил Попов и Николай Спасов са установили над 35 вида фосилни бозайници – полевки, песъчарки от родовете
Pseudomeriones и Rhagapodemus, мишевидни сънливци, катерици, големи сънливци, горски мишки и примати – долихопитеци.

## Кметове на село Муселиево за периода 1892 – 2007 г.
- Матей Вушев 1892 – 1893
- Иван Спасов 1894 – 1895
- Ангел Андреев 1895 – 1896
- Аврам Ватев 1896 – 1897
- Бено Иванов 1897 – 1898
- Еню Митев 1899
- Миладин Иванов 1900 – 1904
- Матей Вушев 1904 – 1905
- Аврам Ватев 1906 – 1909
- Петър Тодоров 1910

## Основно училище „Христо Ботев“ село Муселиево
Училището в село Муселиево е създадено още преди Освобождението от османска власт през 1873 г. Първоначално се е помещавало в землянка. Първият учител в селото е бил българинът Стоян от град Панагюрище. През 1874 г. – 1875 г. е направена и специална сграда за училище, която по време на Руско-турската освободителна война е разрушена и изгорена от румънците.
През 1881 г. е построено ново училище, което по-късно е превърнато в училищна работилница. През 1902 г. идва учителят Христо Пейков от гр. Севлиево. Той бил музикант и за първи път полага основите на ученическия хор. С цената на много усилия в периода 1902 г. – 1906 г. основава първото читалище, с което се полагат основите и на театралната самодейност. по негово време се оформя и училищния двор. Тогава се ограмотяват не само децата, но и възрастните, които посещават вечерно училище. През 1909 г. – 1910 г. в три стаи се учат четири отделения от двама учители – Хр. Пейков и Мария Караджова. През 1913 г. – 1914 г. училищното настоятелство отпуска безплатни учебници и подпомага със средства най-бедните.
През 1913 г. Христо Пейков започва да настоява за ново училище, защото се увеличава броя на учениците, а помещенията са малко. През 1914 г. – 1915 г. е назначен първият главен учител на име Атанас Александров. Прогимназията в село Муселиево се открива на 1 септември 1921 г. Тогавашен директор е Георги Чомпалов, а първите учители в прогимназията са били Пенчо Никоевски, Ангелина Георгиева и Савка Илиева. През 1923 г. паралелките стават пет, поради което училищното настоятелство гласува бюджет от 1 045 000 лева за построяване на ново училище. Строителството започва още същата година и завършва през 1927 г., когато за пръв път децата се учат в новопостроената сграда. Помещенията от старото училище също се използват за учебни цели.
През 1946 г. началното и прогимназиалното училище се обединяват и съществуват до 2008 г. като основно училище „Христо Ботев“. През учебната 2007/2008 г. в училището се обучават 86 деца.
15 септември 2008 г. е един много тъжен ден за жителите на село Муселиево. На този ден за пръв път от 135 години насам не е ударил училищния звънец.
Данните за историята на селото са взети от двете книги на Аспарух Ангелов. Тези, които желаят по-осбстойно да се запознаят със селото и неговите забележителности, могат да прегледат книгите в местния културен дом.